# Ćma (film)
Ćma – polski film psychologiczny z 1980 roku w reżyserii Tomasza Zygadły. Zdjęcia kręcono w Łodzi i w Sopocie. 
Tytułowa rola Romana Wilhelmiego nagrodzona została na 7. FPFF (1980) oraz na MFF w Moskwie (1981).

## Fabuła
Historia radiowca, Jana, który prowadzi „na żywo” nocny program „Radiotelefon”. Podczas audycji rozmawia z mającymi osobiste problemy słuchaczami, którzy szukają wsparcia i zrozumienia. Intensywna nocna, wyczerpująca psychicznie praca, dzielenie życia pomiędzy żoną i kochanką, prowadzą do dezintegracji osobowości głównego bohatera, który pomagając innym nie potrafi sam sobie pomóc.

## Obsada
- Roman Wilhelmi – Jan

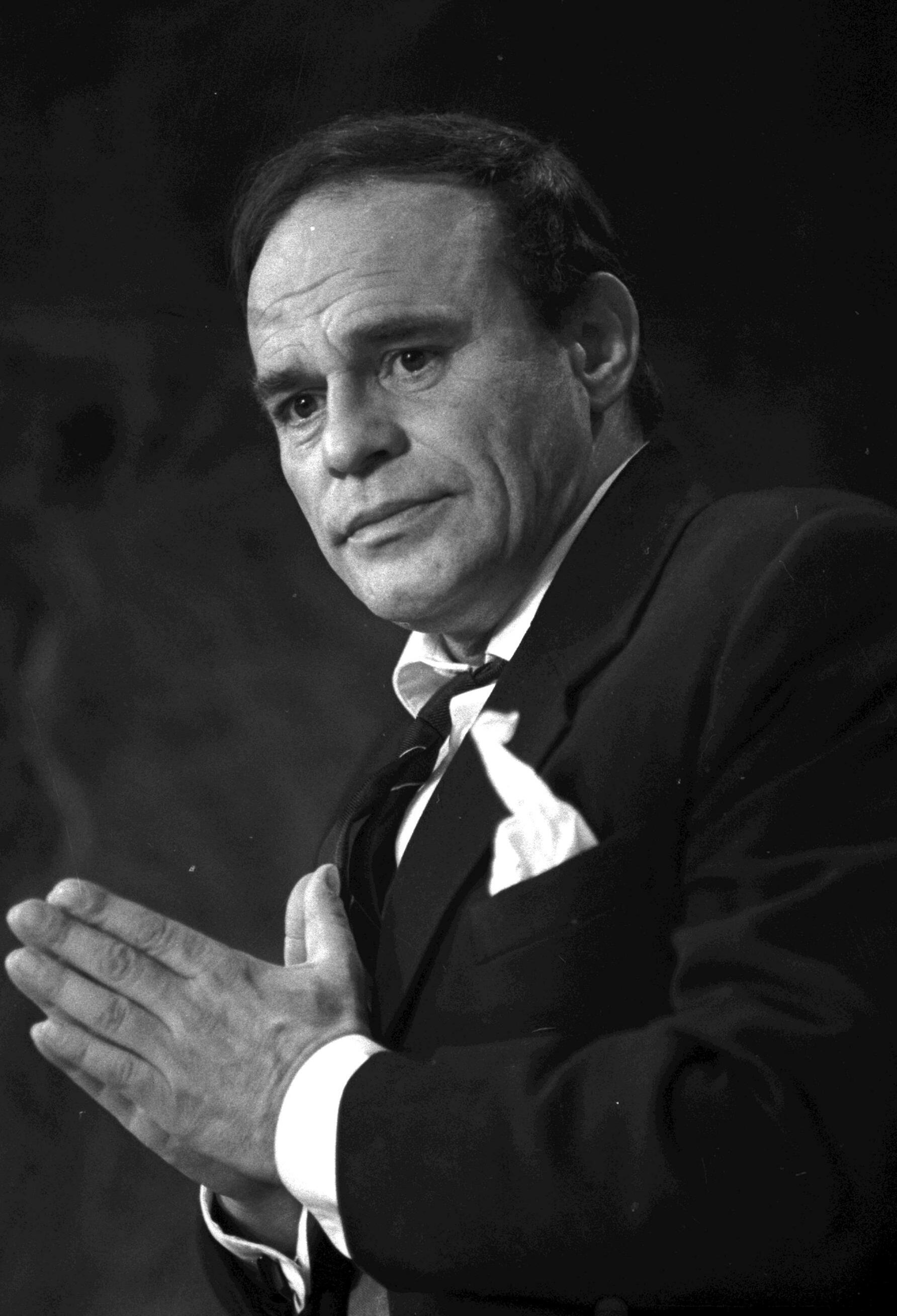
W głównej roli Jana wystąpił Roman Wilhelmi

- Anna Seniuk – Magda, kochanka Jana
- Iwona Bielska – Justyna, żona Jana
- Nela Obarska – Agata, była żona Jana
- Wiesław Wójcik – przyjaciel Agaty
- Jerzy Trela – redaktor Sołtys
- Grzegorz Heromiński – Tomek
- Marek Probosz – Marcin, syn Jana
- Piotr Fronczewski – lekarz psychiatra
- Jacek Strzemżalski – nieznajomy
- Aleksander Mikołajczak – recenzent w wydawnictwie